# Lijst van voetbalinterlands Angola - Ghana
Deze lijst van voetbalinterlands is een overzicht van alle officiële voetbalwedstrijden tussen de nationale teams van Angola en Ghana. De Afrikaanse landen speelden tot op heden tien keer tegen elkaar. De eerste ontmoeting was een vriendschappelijke wedstrijd op 11 november 1980 in Luanda. Het laatste duel, een kwalificatiewedstrijd voor de Afrika Cup 2025, werd gespeeld in de Angolese hoofdstad op 15 november 2024.

## Wedstrijden
| №  | Plaats | Datum            | Competitie                   | Wedstrijd      | Uitslag |
| -- | ------ | ---------------- | ---------------------------- | -------------- | ------- |
| 1  | Luanda | 11 november 1980 | Vriendschappelijk            | Angola − Ghana | 1 − 2   |
| 2  | Kumasi | 6 oktober 1996   | Afrika Cup 1998 kwalificatie | Ghana − Angola | 2 − 1   |
| 3  | Luanda | 22 juni 1997     | Afrika Cup 1998 kwalificatie | Angola − Ghana | 1 − 0   |
| 4  | Accra  | 28 april 2004    | Vriendschappelijk            | Ghana − Angola | 1 − 1   |
| 5  | Luanda | 18 november 2009 | Vriendschappelijk            | Angola − Ghana | 0 − 0   |
| 6  | Luanda | 24 januari 2010  | Afrika Cup 2010              | Angola − Ghana | 0 − 1   |
| 7  | Kumasi | 23 maart 2023    | Afrika Cup 2023 kwalificatie | Ghana − Angola | 1 − 0   |
| 8  | Luanda | 27 maart 2023    | Afrika Cup 2023 kwalificatie | Angola − Ghana | 1 − 1   |
| 9  | Kumasi | 5 september 2024 | Afrika Cup 2025 kwalificatie | Ghana − Angola | 0 − 1   |
| 10 | Luanda | 15 november 2024 | Afrika Cup 2025 kwalificatie | Angola − Ghana | 1 − 1   |

## Samenvatting
| Competitie              | Totaal gespeeld | Winst Angola | Gelijk | Winst Ghana | Doelsaldo Angola – Ghana |
| ----------------------- | --------------- | ------------ | ------ | ----------- | ------------------------ |
| Afrika Cup              | 1               | 0            | 0      | 1           | 0 − 1                    |
| Afrika Cup-kwalificatie | 6               | 2            | 2      | 2           | 5 − 5                    |
| Vriendschappelijk       | 3               | 0            | 2      | 1           | 2 − 3                    |
| Totaal                  | 10              | 2            | 4      | 4           | 7 − 9                    |

Wedstrijden bepaald door strafschoppen worden, in lijn met de FIFA, als een gelijkspel gerekend.

## Details

### Zesde ontmoeting
| Afrika Cup 2010 (Luanda, Angola, 24 januari 2010): |       |                  |
| Angola                                             | 0 – 1 | Ghana            |
|                                                    | goals | 15' Asamoah Gyan |